# Kienraching (Taufkirchen)
Kienraching ist ein Gemeindeteil der oberbayerischen Gemeinde Taufkirchen (Vils) im Landkreis Erding. 
Das Kirchdorf liegt etwa zwei Kilometer südlich des Hauptortes an der Bundesstraße 15. Kienraching hatte 105 Einwohner im Jahr 2015.

## Geschichte
Im Jahre 1809 wurde aus den Obmannschaften Püstling, Weckerling, Kienraching und Jakobrettenbach sowie den Hofmarken Kalling, Haus, Eibach und Breitenloh die Gemeinde Eibach gebildet.
Kienraching war einer der größeren Orte in der Gemeinde, neben Eibach und den Dörfern und stattlichen Weilern Schnaupping, Wölling, Jaibing, Norlaching, Kalling und Breitenloh. Als die Gemeinde Eibach am 1. Januar 1972 aufgelöst wurde, kamen Orte Kienraching und Schnaupping zu Taufkirchen und der Rest nach Dorfen.

## Sehenswürdigkeiten
- Katholische Filialkirche St. Leonhard, erbaut 1739